# 1177 Gonnessia
1177 Gonnessia (1930 WA) là một tiểu hành tinh nằm phía ngoài của vành đai chính được phát hiện ngày 24 tháng 11 năm 1930 bởi Boyer, L. ở Algiers.